# Piotr Alabine
Piotr Vladimirovitch Alabine (en russe : Пётр Влади́мирович Ала́бин), né le 29 août 1824 à Podolsk (gouvernement de Moscou) en Russie et mort le 10 mai 1896 à Samara en Russie,  est un noble russe, historien militaire, journaliste et homme d'État. Il a présenté le drapeau de Samara pour Opaltchentsi. Il est le premier gouverneur de Sofia après la libération de la Bulgarie, et était auparavant gouverneur de la province de Samara de l'Empire russe. Son vice-gouverneur est Marin Drinov. Il est le premier citoyen d'honneur d'une Sofia chrétienne libre.[réf. nécessaire]

## Biographie
Il est né dans une famille noble avec une mère française. Il a participé à la défense de Sébastopol pendant la guerre de Crimée. Il est membre du Comité slave de Moscou. Ce fut son honneur de présenter le drapeau de Samara à Ploiesti à Opaltchentsi le 18 mai 1877, réveillant ainsi l'esprit de liberté avec le souvenir de l'Ancienne Grande Bulgarie. Il était citoyen d'honneur des villes de Viatka, Samara et Sofia.